# Civitella d'Agliano
Civitella d'Agliano è un comune italiano di 1 455 abitanti della provincia di Viterbo nel Lazio.

## Geografia fisica

### Territorio
Civitella d'Agliano è situata su una rupe tufacea nella zona settentrionale della provincia di Viterbo, geograficamente nella Valle del Tevere.
Il territorio è per lo più collinare e boschivo; reso unico dalle lingue di argilla biancastra che prendono il nome di calanchi, i quali conferiscono al paesaggio un aspetto quasi lunare.

### Clima
Classificazione climatica: zona D, 1886 GR/G

## Storia
La zona di Civitella d'Agliano è stata popolata dagli Etruschi e poi dai Romani. Testimoniano la loro presenza i ritrovamenti di tombe, come quella etrusca ritrovata a Case Nuove (frazione del Comune di Civitella d'Agliano), resti di ville e impianti romani, frammenti di colonne, manufatti in ceramica.
È con la caduta dell'Impero Romano che le popolazioni contadine, prima libere di commerciare i loro raccolti con i mercanti che risalivano il Tevere, si rifugiano sulle colline da dove potevano avvistare per tempo le orde dei barbari o le bande di malviventi, e quindi organizzare la difesa.
Un'importante testimonianza di epoca longobarda è costituita dal sito archeologico di Castel Sozio.
Civitella d'Agliano è un tipico borgo medievale che sorge su un pianoro tufaceo, digradante verso la valle del Tevere.
L'origine medioevale è rivelata dalle numerose strutture legate a quel periodo storico, quali la Torre dei Monaldeschi, l'imponente bastione e l'antica chiesa parrocchiale, ma è evidente soprattutto nell'architettura complessiva dell'intero centro storico, ben delimitato dalla rupe e da antiche mura.
È difficile stabilire la data precisa dell'origine di Civitella e del suo castello, ma dall'esame di vari documenti d'archivio si può pensare che il castello sia stato eretto nell'XI secolo dai Conti di Bagnoregio, i cui discendenti assunsero molto più tardi il cognome di Monaldeschi della Cervara. Anche la chiesa parrocchiale di San Pietro e San Callisto ha antiche origini. La sua prima edificazione si fa risalire tra la fine del secolo XII e l'inizio del XIII.
Le vicende storiche di Civitella e del suo castello risultano travagliate. I feudatari nel 1322 erano ghibellini, ossia avversari del potere temporale dei Papi, tanto che in quell'anno il castello fu demolito per ordine del Comune di Orvieto, che puniva con questa misura l'aiuto che i Signori di Civitella avevano prestato ai ghibellini ribelli di Orvieto. L'anno successivo, cacciati i Monaldeschi e sostituiti con i guelfi Orsini, lo stesso Comune di Orvieto ordinò la ricostruzione del castello. Tuttavia, nel 1329, i Monaldeschi ritornano saldamente in possesso di Civitella.
Passarono gli anni. Come gran parte delle terre sottoposte al regno temporale della Chiesa, anche Civitella subì l'invasione di uno dei Prefetti di Vico. Nel 1353, fu Giovanni a preparare l'invasione. Ma l'occupazione del Prefetto di Vico durò poco; infatti, i Monaldeschi, due anni dopo, tornarono in possesso del feudo. Essi, però, non erano nelle grazie della Chiesa e, nel 1415, la Camera Apostolica intervenne nuovamente, cacciandoli definitivamente e impossessandosi del feudo e delle sue rendite. Nel 1517, Leone X, figlio di Lorenzo il Magnifico, rinnovò l'infeudazione di Civitella d'Agliano al Comune di Orvieto, concedendola a questi in "vicariato perpetuo".
Civitella si eresse poi, nel 1564, in Comune, sempre tributario del patrimonio di S. Pietro come tutti i feudi dello Stato Pontificio, sino all'annessione al Regno d'Italia nel 1870. Tra i reperti storici più importanti ritrovati nell'archivio storico del comune vi sono gli statuti, ossia i codici che regolavano la vita e le opere delle genti del borgo medioevale di Civitella. Il più antico dei codici è datato 1467, il codice medio è del 1517 e quello più recente è del XVIII secolo. Nel 1867 Civitella ha dato i natali al cardinale Angelo Maria Dolci (1939), con i lasciti del quale vive l'Ente omonimo, che ospita una scuola materna e le suore del Calvario. Non meno interessante di quella di Civitella è la storia della frazione di S. Michele in Teverina, che fu Comune autonomo fino al 1927, quando fu unificato con Civitella d'Agliano. Altra storia suggestiva è quella del borgo medioevale di Castel di Piero. Di quell'epoca lontana rimangono il palazzo baronale, ottimamente conservato, edificato in vicinanza del primitivo castello dei Baglioni, fatto abbattere da Papa Adriano VI, nel 1522, per affermare la supremazia della Camera Apostolica sui beni del feudo che Piero e Giovancarlo Baglioni, eredi rivali, contestavano ostinatamente con le proprie milizie. I Baglioni, per essere più tranquilli nel dominio del loro feudo, sottomisero Castel di Piero, a seconda come tirava il vento politico, ora alla più potente città di Viterbo, ora alla non meno superba città di Orvieto; la storia di Castel di Piero non è quindi molto dissimile da quella di Civitella d'Agliano. Anche qui i feudatari si sono succeduti ai feudatari. Ai Baglioni hanno fatto seguito i Simoncelli, a questi i Sarcinelli, poi il feudo fu acquistato dai Benedetti di Spoleto. Nel 1847, divenne signore di San Michele in Teverina Luigi Desiderato Semonville, duca di Monthalon, discendente diretto di Carlo Tristano, aiutante di campo di Napoleone.
Alla sinistra dell'arco d'ingresso al centro storico si estende tutto il complesso della chiesa parrocchiale di Civitella. In realtà sono due chiese: la parrocchiale dedicata ai Santi Pietro e Callisto e la "Madonna delle Grazie"; svetta sopra i tetti di entrambe il campanile settecentesco. Non si può fare a meno di notare la facciata a vento che occupa un lato della piazza, in mattoncini e pietra, realizzata nel 1940. L'ingresso principale della chiesa, oppresso e dimezzato da quella che è la casa parrocchiale, è perfettamente orientato a est. All'interno l'edificio è a tre navate, separate da tre colonne sormontate da archi. Da notare le varie tele presenti, a cominciare da quella raffigurante la "Madonna del Rosario con i Santi Caterina e Domenico", opera di Filippo Naldini del 1782, che si trova entrando nella navata di destra, sulla controfacciata.
Il Naldini e il maestro Ludovico Mazzanti, pittore orvietano molto più famoso formatosi nella Roma barocca del Gaulli, hanno dipinto tutte le tele della chiesa creando un'unità stilistica e temporale particolarmente significativa. Infatti, continuando a destra si incontra l'altare di S. Giuseppe con la tela raffigurante il "Transito di S. Giuseppe" di Filippo Naldini, eseguita nel 1783, e a seguire, in Cappella Zucchini (dal nome del fondatore), la "Assunzione di Maria in Cielo". L'altare successivo ha una piccola cappella dove si conserva la statua della Madonna del Rosario: uno dei tanti doni del cardinale Angelo Maria Dolci, illustre civitellese. Nell'abside si trova l'altare maggiore, sotto la mensa si conserva il corpo di San Coronato martire, sopra al coro ligneo c'è la bella pala con la “Immacolata Concezione, S. Pietro e S. Callisto", opera di Ludovico Mazzanti del 1765. Nella navata di sinistra è collocata un'altra tela di Filippo Naldini con la raffigurazione di "Cristo Redentore con i Santi Biagio, Bonaventura, Vincenzo Ferreri e Carlo Borromeo" del 1781. L'altare che segue è dedicato al crocefisso, mentre sopra la porta vi è lo strappo di un affresco quattrocentesco proveniente dalla chiesa detta del Conventino. L'altare successivo è quello del Santo Patrono di Civitella: San Gorgonio. La tela di Ludovico Mazzanti rappresenta "Madonna con Bambino e i Santi Gorgonio, Lorenzo, Lucia e Callisto Papa" del 1753.Incuneata tra l'abside e le mura del castello vi è la chiesa della Madonna delle Grazie. Questa chiesa venne costruita per proteggere l'affresco con la Vergine e il Bambino, a destra c'è un altare con una statua della Madonna Addolorata, ai lati le tele di San Luigi Gonzaga e San Nicola di Bari di Filippo Naldini, a sinistra l'altare con la bellissima tela raffigurante Sant'Orsola e le compagne Vergini, e ai lati ancora Naldini: San Francesco di Paola e San Liborio.

## Società

### Evoluzione demografica
Abitanti censiti

## Economia
Di seguito la tabella storica elaborata dall'Istat a tema Unità locali, intesa come numero di imprese attive, ed addetti, intesi come numero addetti delle unità locali delle imprese attive (valori medi annui).
|                     | 2015                  |                              |                            |                |                       |                     | 2014                  |                | 2013                  |                |
| ------------------- | --------------------- | ---------------------------- | -------------------------- | -------------- | --------------------- | ------------------- | --------------------- | -------------- | --------------------- | -------------- |
|                     | Numero imprese attive | % Provinciale Imprese attive | % Regionale Imprese attive | Numero addetti | % Provinciale Addetti | % Regionale Addetti | Numero imprese attive | Numero addetti | Numero imprese attive | Numero addetti |
| Civitella d'Agliano | 83                    | 0,36%                        | 0,02%                      | 233            | 0,39%                 | 0,02%               | 86                    | 246            | 92                    | 247            |
| Viterbo             | 23.371                |                              | 5,13%                      | 59.399         |                       | 3,86%               | 23.658                | 59.741         | 24.131                | 61.493         |
| Lazio               | 455.591               |                              |                            | 1.539.359      |                       |                     | 457.686               | 1.510.459      | 464.094               | 1.525.471      |

Nel 2015 le 83 imprese operanti nel territorio comunale, che rappresentavano lo 0,36% del totale provinciale (23.371 imprese attive), hanno occupato 233 addetti, lo 0,39% del dato provinciale (59.399 addetti); in media, ogni impresa nel 2015 ha occupato poco meno di tre persone (2,81).

## Infrastrutture e trasporti

### Strade
Il territorio comunale è collegato dalla strada provinciale 5 con Viterbo, Celleno e Castiglione in Teverina, e dalla strada provinciale 131 con Vetriolo.

## Amministrazione
Nel 1927, a seguito del riordino delle circoscrizioni provinciali stabilito dal regio decreto n. 1 del 2 gennaio 1927, per volontà del governo fascista, quando venne istituita la provincia di Viterbo, Civitella d'Agliano passò dalla provincia di Roma a quella di Viterbo.